# St. Anna (Berkum)

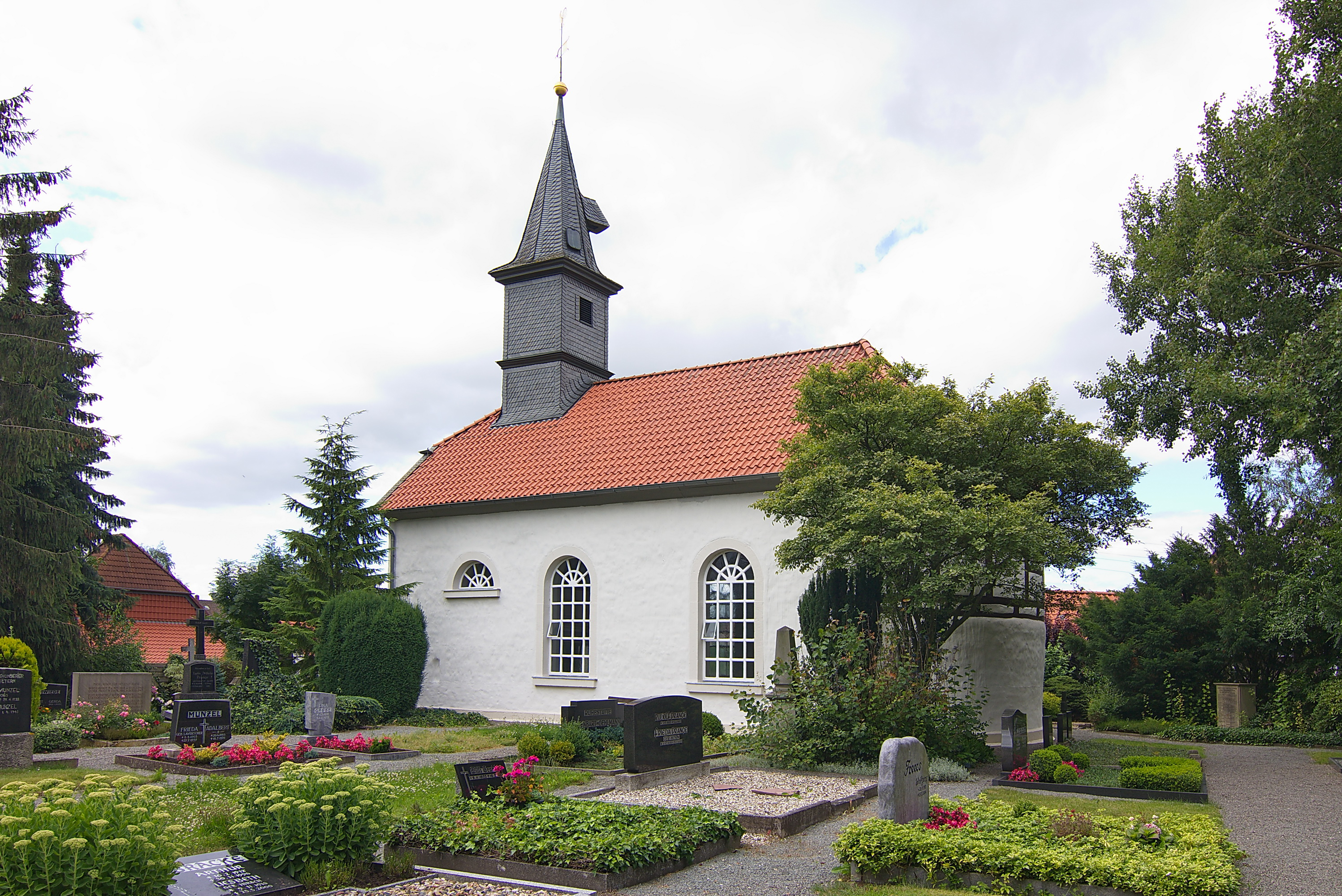
St.-Annen-Kirche

Die evangelisch-lutherische, denkmalgeschützte St.-Annen-Kirche steht an der Südseite des Dorfes Berkum, einem Ortsteil der Stadt Peine im Landkreis Peine in Niedersachsen. Die Kirchengemeinde Berkum ist Teil des Kirchengemeindeverbandes Berkum-Handorf-Rosenthal-Schwicheldt. Er gehört zum Kirchenkreis Peine im Sprengel Hildesheim-Göttingen der Evangelisch-lutherischen Landeskirche Hannovers.

## Beschreibung
Die Kirche wird zuerst 1297 in einer Urkunde des Klosters Wienhausen genannt. Sie wurde um 1700 in Holzfachwerk vergrößert und 1748 renoviert. Die heutige aus Bruchsteinen gebaute verputzte Saalkirche aus drei Achsen geht auf eine grundlegende Erneuerung in den Jahren 1835/38 zurück. Aus dem Krüppelwalmdach des Kirchenschiffs erhebt sich am westlichen Ende des Dachfirstes ein quadratischer schiefergedeckter Dachreiter, hinter dessen Klangarkaden sich der Glockenstuhl befindet, in dem zwei Kirchenglocken hängen. Sie wurden 1496 gegossen. Der Dachreiter trägt einen achteckigen spitzen Helm, an dem sich eine Schlagglocke befindet, die um 1840 gegossen wurde. Das Erdgeschoss der Apsis ist noch romanischen Ursprungs. Es wurde um 1700 um ein weiteres Geschoss aus Holzfachwerk erhöht.
Der Innenraum des Kirchenschiffs mit seinen Bogenfenstern ist mit einer Flachdecke überspannt und gegen die Apsis mit einem Triumphbogen geöffnet. Beim klassizistischen Umbau der Kirche ist der Triumphbogen neu gestaltet worden. Sein Gebälk wird von zwei Pfeilern getragen, deren Kapitelle mit Triglyphen verziert sind. Auf der Westseite wurde eine Empore eingebaut. Zur Kirchenausstattung gehört der um 1837/38 errichtete Kanzelaltar, der 1915 umgebaut wurde. Das Altarretabel innerhalb des Triumphbogens hat eine nazarenisch gemalte Auferstehung Jesu Christi, die an Piero della Francesca orientiert ist. Seitliche Durchgänge führen zur Sakristei. Die hölzerne Kanzel in der Nordostecke des Kirchenschiffs stammt in Teilen noch aus dem ehemaligen Kanzelaltar. Die erste Orgel mit neun Registern, einem Manual und einem angehängten Pedal, wurde 1818 von einem unbekannten Orgelbauer gebaut und 1840 von Titus Albert Lindrum umgebaut. Sie wurde 1915 durch eine Orgel mit neun Registern, zwei Manualen und Pedal von P. Furtwängler & Hammer ersetzt. Die heutige Orgel mit einem Manual und einem angehängten Pedal wurde 1961 von Rudolf Janke gebaut.